# Mühlenturm Amern

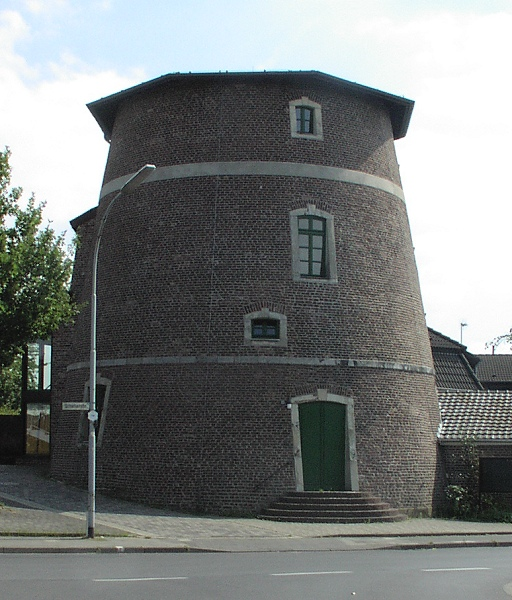
Mühlenturm Amern

De Mühlenturm Amern (ook: Printzenmühle) is een molenromp te Amern, gelegen aan Dorfstraße 1.
Deze molen werd begin 19e eeuw gebouwd door de koopman Printzen en fungeerde als korenmolen. De romp is even hoog als breed.
In 1985 werd de molen gerestaureerd en sindsdien worden er kunsttentoonstellingen georganiseerd. Vanaf 2005 kwam er de tijdelijke galerie van de gemeente Schwalmtal in de molen (Galerie-der Turm) die sindsdien als Kunstturm bekend staat.